# Hydra (альбом Toto)
Hydra — другий студійний альбом гурту Toto, випущений у жовтні 1979 року, лейблом Columbia.

## Список композицій
Автор музики і слів Девід Пейч, за винятком зазначеного. 
| Перша сторона | Перша сторона                                                                           | Перша сторона | Перша сторона |
| #             | Назва                                                                                   | Вокал         | Тривалість    |
| ------------- | --------------------------------------------------------------------------------------- | ------------- | ------------- |
| 1.            | «Hydra» (Девід Ганґейт, Боббі Кімболл, Стів Лукатер, Пейч, Стів Поркаро, Джефф Поркаро) | Пейч          | 7:31          |
| 2.            | «St. George and the Dragon»                                                             | Кімболл       | 4:45          |
| 3.            | «99»                                                                                    | Лукатер       | 5:16          |
| 4.            | «Lorraine»                                                                              | Пейч          | 4:46          |

| Бік 2 | Бік 2                                       | Бік 2   | Бік 2      |
| #     | Назва                                       | Вокал   | Тривалість |
| ----- | ------------------------------------------- | ------- | ---------- |
| 1.    | «All Us Boys»                               | Пейч    | 5:03       |
| 2.    | «Mama» (Пейч, Кімболл)                      | Кімболл | 5:14       |
| 3.    | «White Sister» (Пейч, Кімболл)              | Кімболл | 5:39       |
| 4.    | «A Secret Love» (Пейч, Кімболл, С. Поркаро) | Кімболл | 3:07       |

## Персоналії
Toto
- Боббі Кімбелл — лід та бек-вокал
- Стів Лукатер — гітари, бек-вокал, лід-вокал у пісні «99»
- Стів Поркаро — клавішні, електроніка, бек-вокал
- Девід Пейч — клавішні, бек-вокал, лід-вокал у піснях «Hydra», «Lorraine» і «All Us Boys»
- Девід Ганґейт — бас-гітара
- Джефф Поркаро — барабани, перкусія

Запрошені музиканти
- Ленні Кастро — перкурсія
- Джім Горн — саксофон, духові інструменти
- Чак Фінлей — horns
- Роджер Лінн — синтезатор
- Марті Пайч — аранжування
- Сід Шарп — аранжування

## Чарти

### Тижневі чарти
| Чарт (1979—1980)                                     | Найвища позиція |
| ---------------------------------------------------- | --------------- |
| Australian Albums (Kent Music Report)                | 41              |
| Канада Canada Top Albums/CDs (RPM)                   | 10              |
| Німеччина German Albums (Offizielle Top 100)         | 38              |
| Japanese Albums (Oricon)                             | 37              |
| Нова Зеландія New Zealand Albums (Recorded Music NZ) | 29              |
| Норвегія Norwegian Albums (VG-lista)                 | 1               |
| Швеція Swedish Albums (Sverigetopplistan)            | 15              |
| США Billboard 200                                    | 37              |

### Річні чарти
| Чарт (1980)                        | Найвища позиція |
| ---------------------------------- | --------------- |
| Канада Canada Top Albums/CDs (RPM) | 52              |
| US Billboard 200                   | 67              |

## Сертифікації
| Регіон                                             | Сертифікація | Продажі  |
| -------------------------------------------------- | ------------ | -------- |
| Канада (Music Canada)                              | Платиновий   | 100 000^ |
| США (RIAA)                                         | Золотий      | 500 000^ |
| ^відвантаження, що базуються лише на сертифікаціях |              |          |